# Халиско (стадион)
Хали́ско — футбольный стадион в городе Гвадалахара, Мексика. Третий по вместимости стадион страны после столичных стадионов «Ацтека» и «Олимпико Университарио». Всего вмещает 63 163 зрителей.

## Описание
На «Халиско» на протяжении 50 лет выступал один из самых титулованных и самый популярный клуб Мексики — «Гвадалахара». В 2010 году «Гвадалахара» переехала на стадион Омнилайф в северном пригороде Сапопан. На данный момент Халиско продолжает оставаться домашней ареной клуба Примеры «Атлас», Ассенсо «Универсидад де Гвадалахара» и клуба Сегунды «Оро».
Также арена принимала несколько матчей чемпионатов мира 1970 и 1986 годов, а также Кубка конфедераций 1999. В 1968 году здесь прошло несколько матчей предварительной стадии летних Олимпийских игр.

## Крупнейшие соревнования
- Предварительный этап футбольного турнира Олимпийских игр 1968
- Стадион чемпионата мира по футболу 1970 (включая полуфинал Бразилия — Уругвай)
- Чемпионат мира по футболу среди молодёжных команд 1983
- Стадион (включая финал) чемпионата мира по футболу 1986 (включая полуфинал ФРГ — Франция)
- Кубок конфедераций 1999
- Панамериканские игры 2011